# Mangeoire

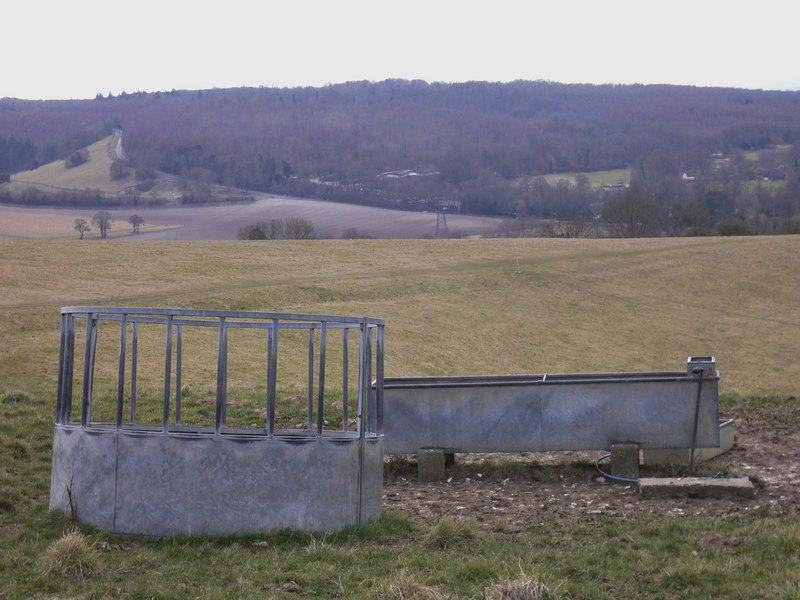
Mangeoire moderne.

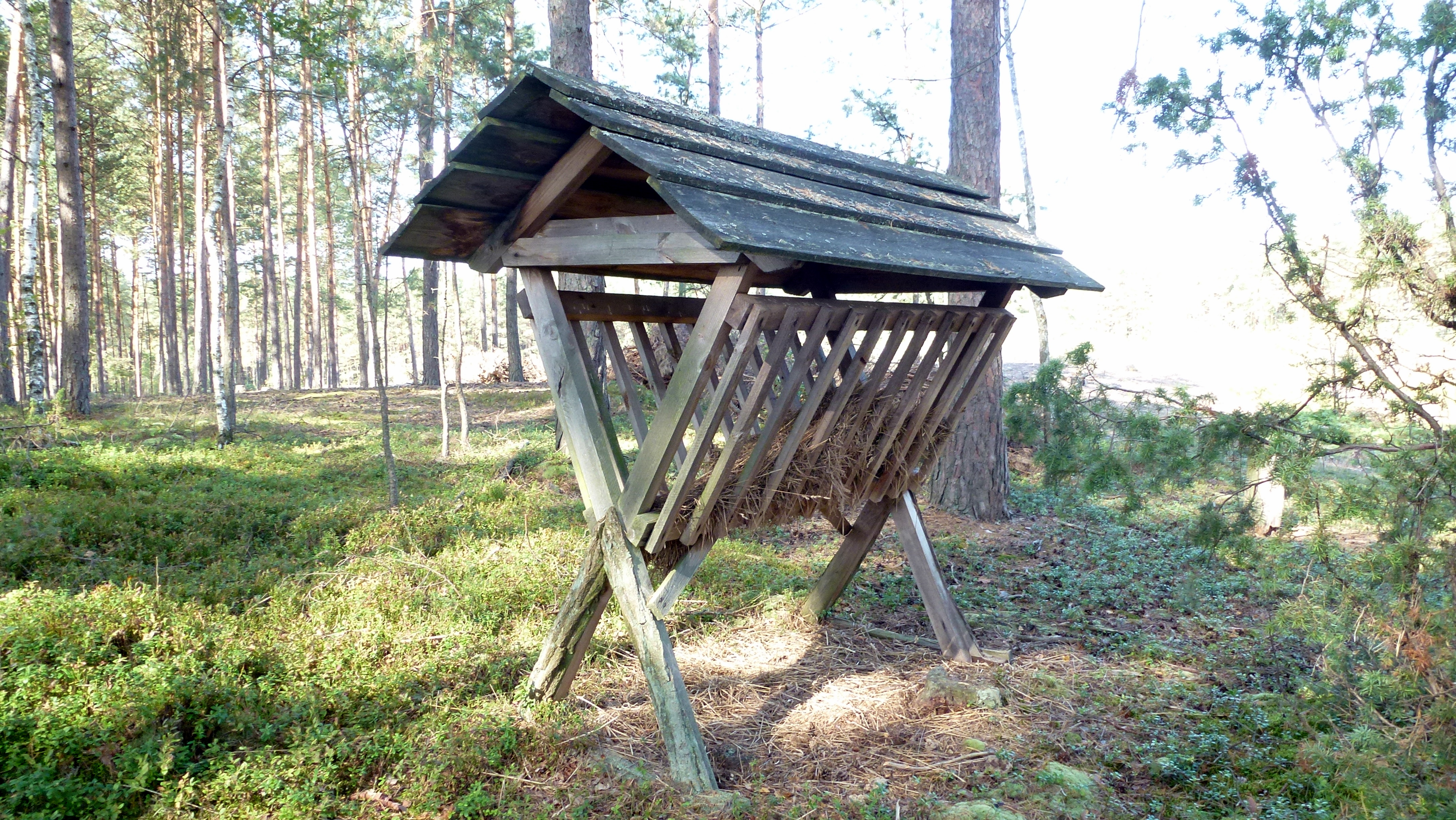
Le râtelier s'apparente à une mangeoire ajourée.

Une mangeoire est une auge contenant la nourriture pour le bétail ou pour des animaux sauvages. Il s'agit aussi de l'auget où mangent les oiseaux de basse-cour, de volière ou les oiseaux sauvages. La mangeoire peut être en pierre, bois, métal ou plastique. Elle est aussi bien en plein air que dans une étable et parfois équipée d'un distributeur automatique d'aliments, de cornadis. Elle peut aussi n'être qu'un simple seau ou une musette-mangeoire.
La mangeoire est également un symbole chrétien, associé à la crèche. D'après l'évangile selon saint Luc (Lc 2,7), la Vierge Marie  enfanta son fils premier-né, l’emmaillota, et le coucha dans une mangeoire. L'iconographie des scènes de la Nativité, notamment la crèche de Noël, représente souvent une auge en bois ou en pierre, creusée dans le sol ou dans le mur, surmontée d'un râtelier destiné à porter le fourrage des bestiaux.

## Galerie

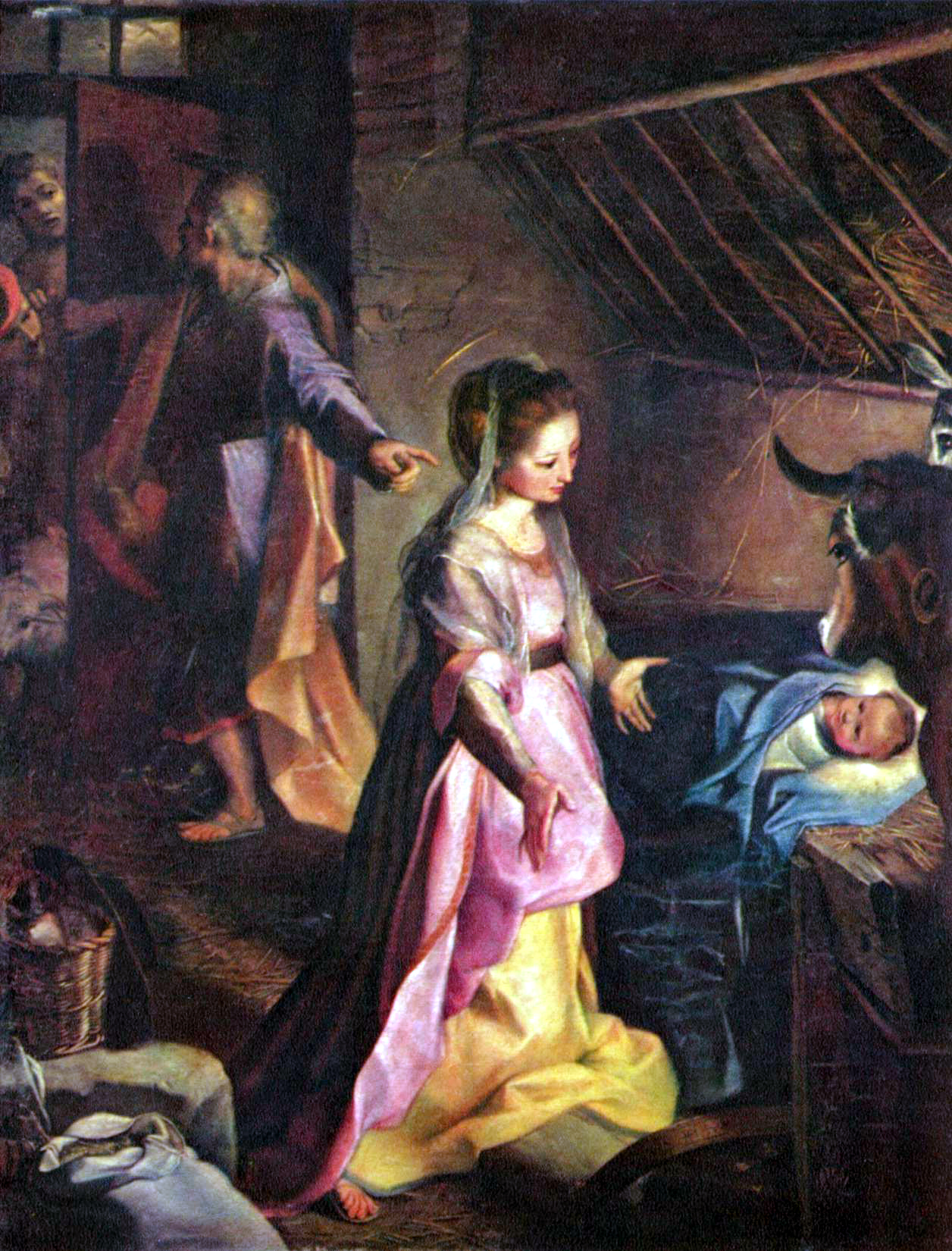
Nativité (1597) de Federico Barocci
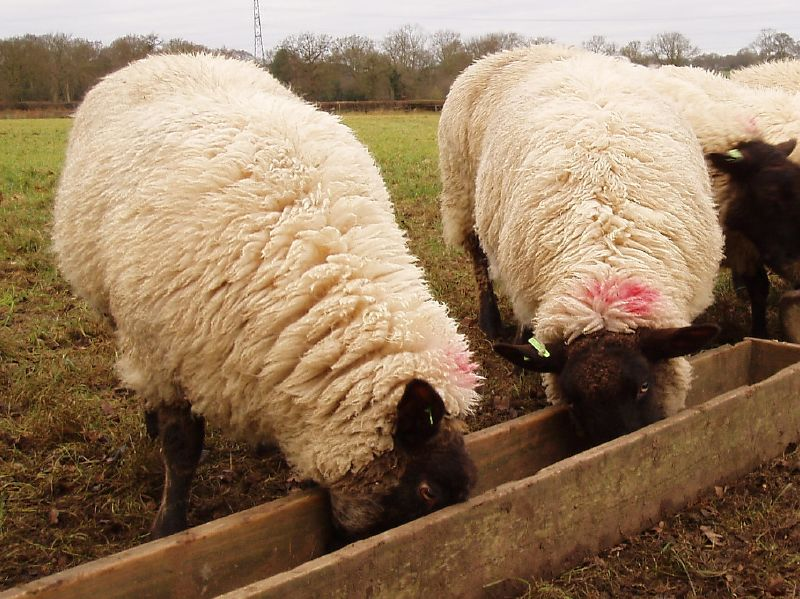
Une mangeoire en bois pour moutons
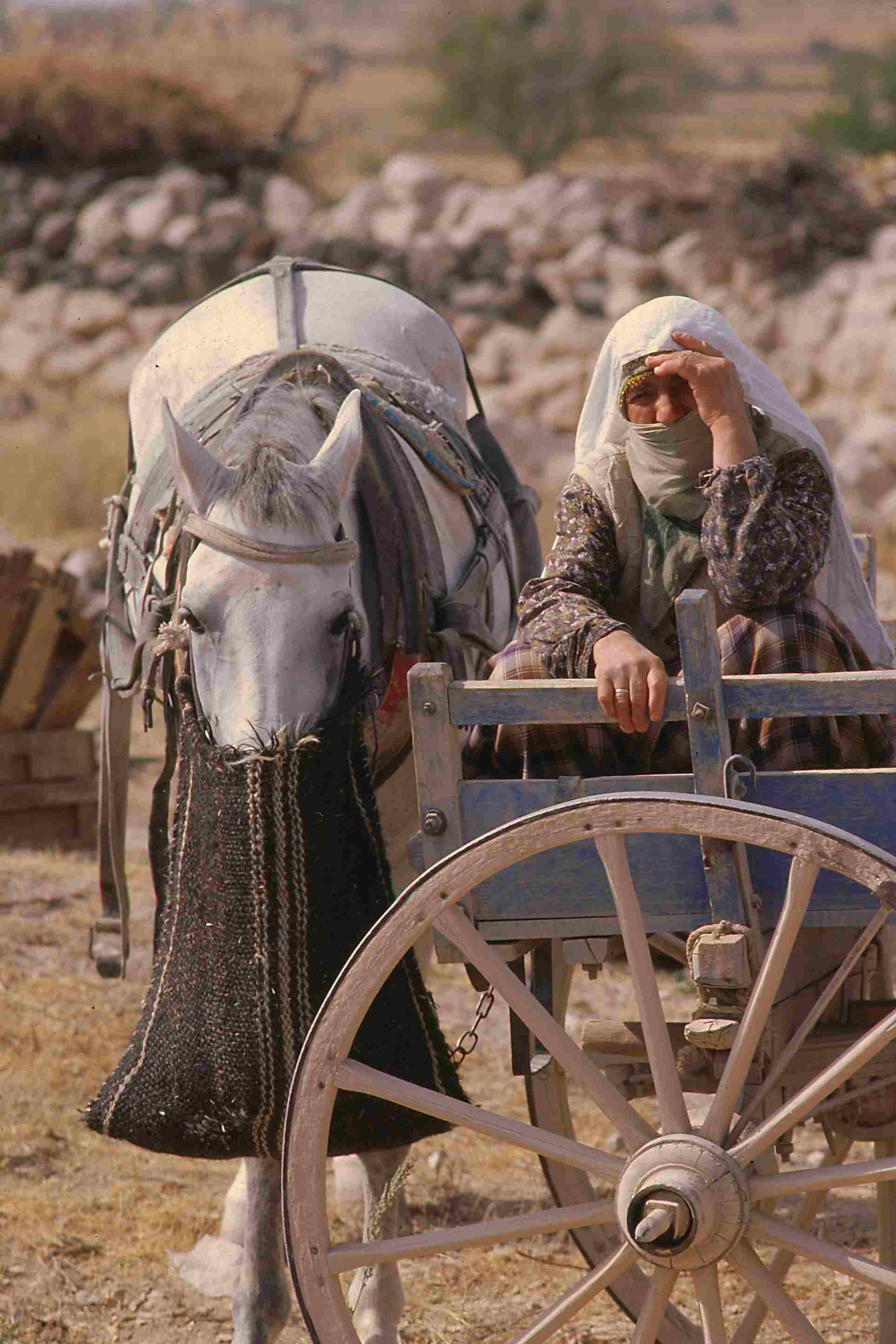
Cheval avec sa musette-mangeoire
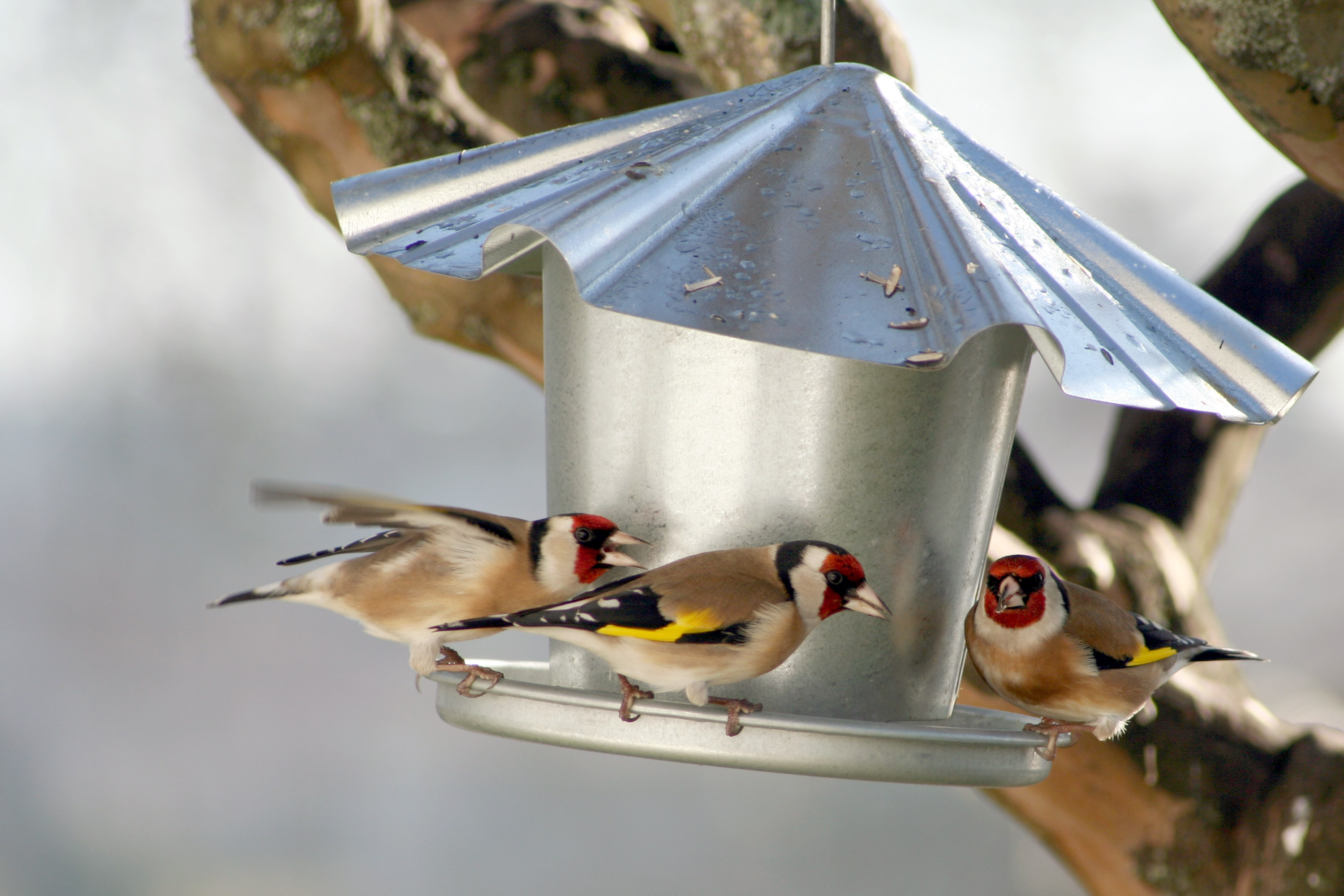
Chardonnerets sur une mangeoire
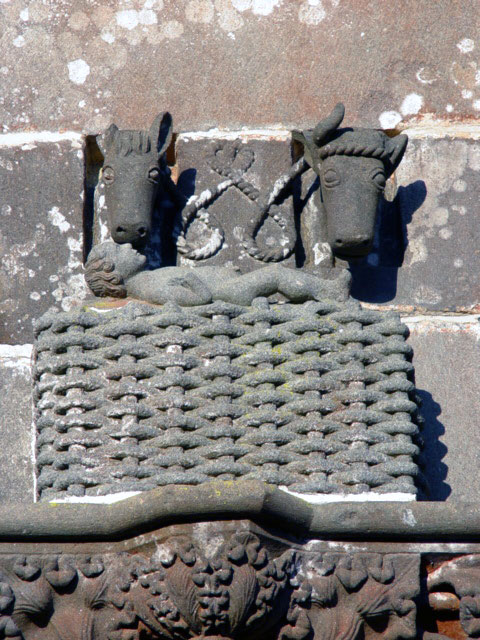
Porche de l'église Notre-Dame de Pencran
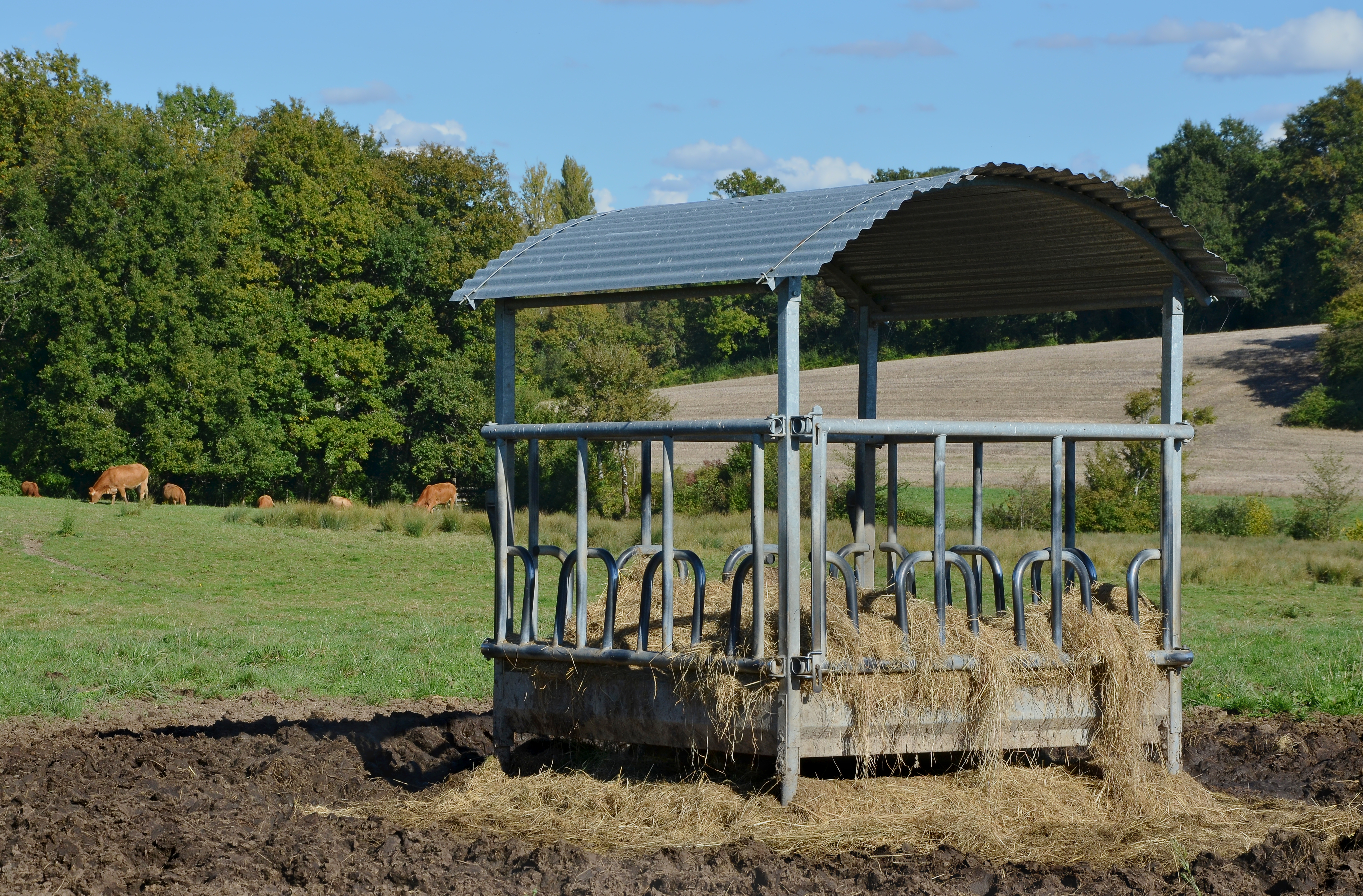
Mangeoire pour bovins